# Alpova
Alpova C.W. Dodge – rodzaj grzybów z rodziny krowiakowatych (Paxillaceae).

## Charakterystyka
Grzyby mykoryzowe związane z olszami. Owocniki kuliste, nieco nieregularne, o średnicy do 2 cm, rzadko więcej. Perydium zbudowane z dużych, zaokrąglonych komórek ze sprzążkami. Gleba stała, galaretowata, często lepka w dotyku, zarodniki powstają w galaretowatej macierzy, która wypełnia komory otoczone krętymi żyłkami, zwykle barwiącymi się na czerwonobrązowo po wystawieniu na działanie czynników zewnętrznych. Owocniki mają zapach owocowy lub nieprzyjemny.
Bazydiospory 15 (–20) x 8 µm, gładkie, przeważnie symetryczne podłużnie i cylindryczne do wrzecionowatych, ale niektóre gatunki mają elipsoidalne lub nieregularnie ukształtowane. Ścianka bazydiospor pojedyncza, o grubości 0,5–2 µm, brak pory rostkowej. W wodzie są bezbarwne do jasno brązowożółtych, nieamyloidalne.
Rodzaj Alpova jest blisko spokrewniony z Rhizopogon i Truncocolumella. Zarodniki wszystkich trzech rodzajów są podobne, co sprawia, że ich identyfikacja na podstawie samych zarodników jest prawie niemożliwa, konieczne jest porównywanie innych cech budowy

## Systematyka i nazewnictwo
Pozycja w klasyfikacji według Index Fungorum: Paxillaceae, Boletales, Agaricomycetidae, Agaricomycetes, Agaricomycotina, Basidiomycota, Fungi.
Takson utworzył w 1931 r. Carroll William Dodge. Typem nomenklatorycznym jest Alpova cinnamomeus C.W. Dodge 1931.
W Polsce występuje Alpova luteus (Zeller) Trappe 1975, podana pod nazwą Melanogaster luteus Zeller (synonim).